# Mouriri pusa
Mouriri pusa är en tvåhjärtbladig växtart som beskrevs av George Gardner. Mouriri pusa ingår i släktet Mouriri och familjen Melastomataceae. Inga underarter finns listade i Catalogue of Life.

## Bildgalleri

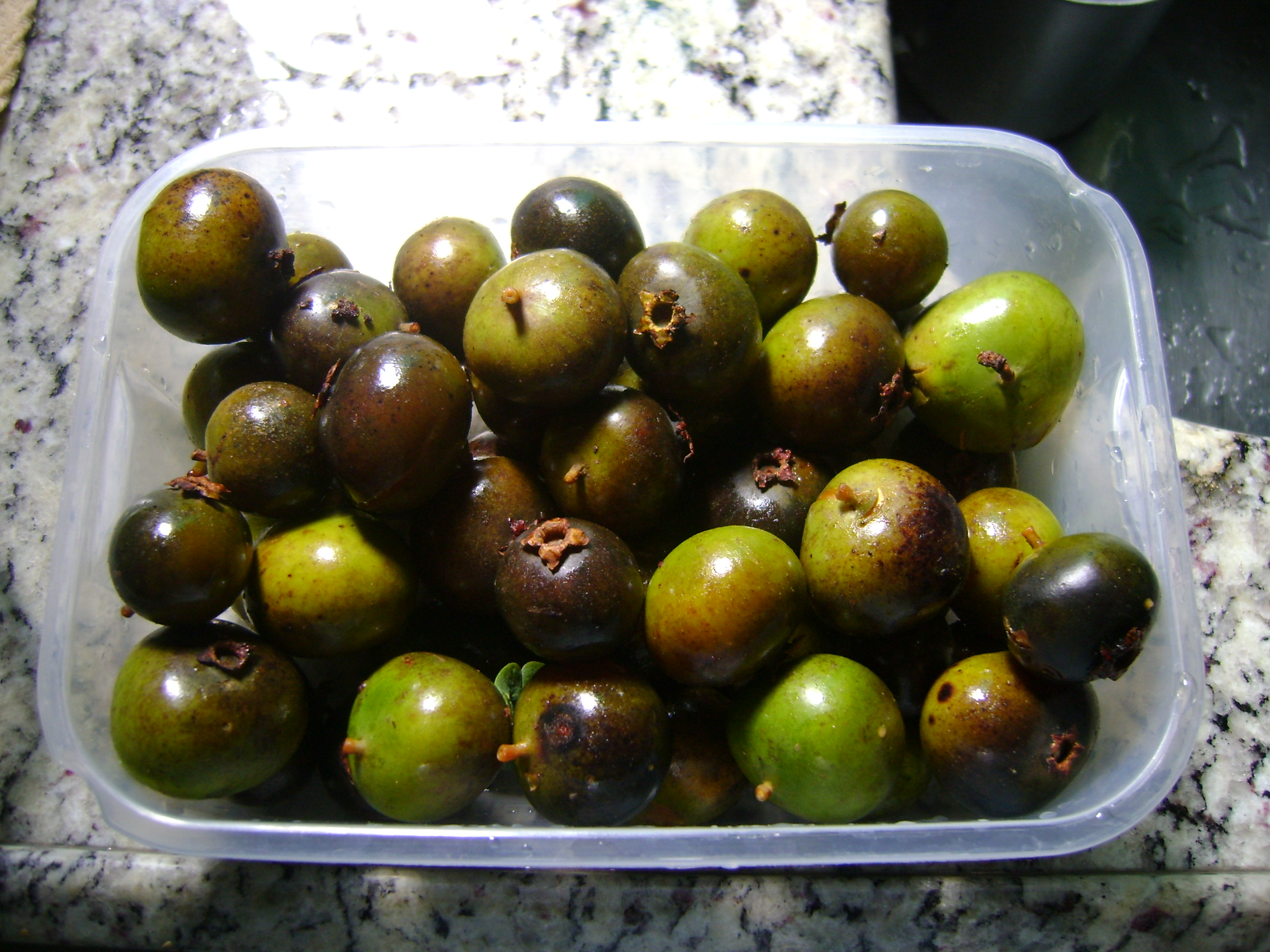
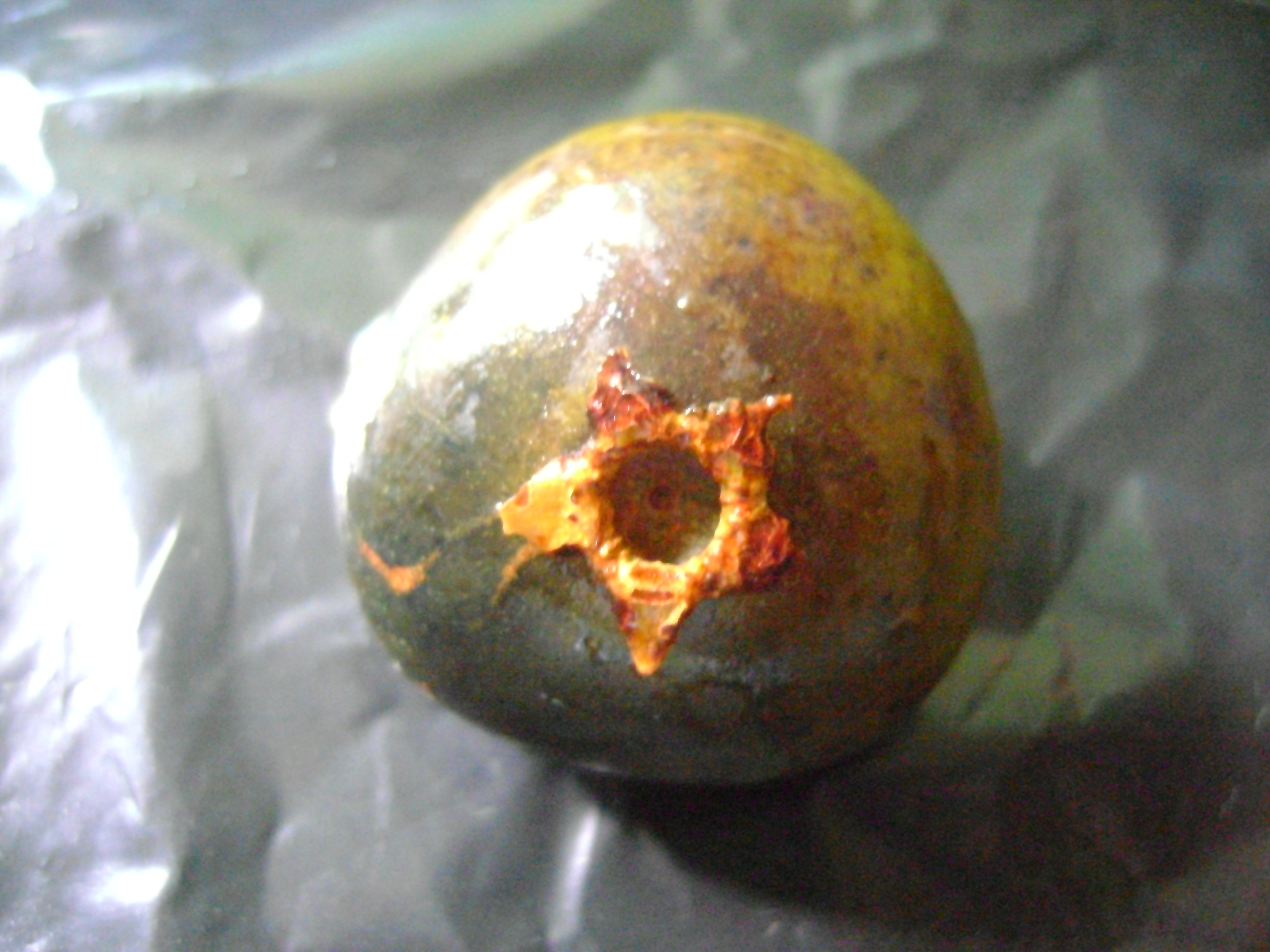
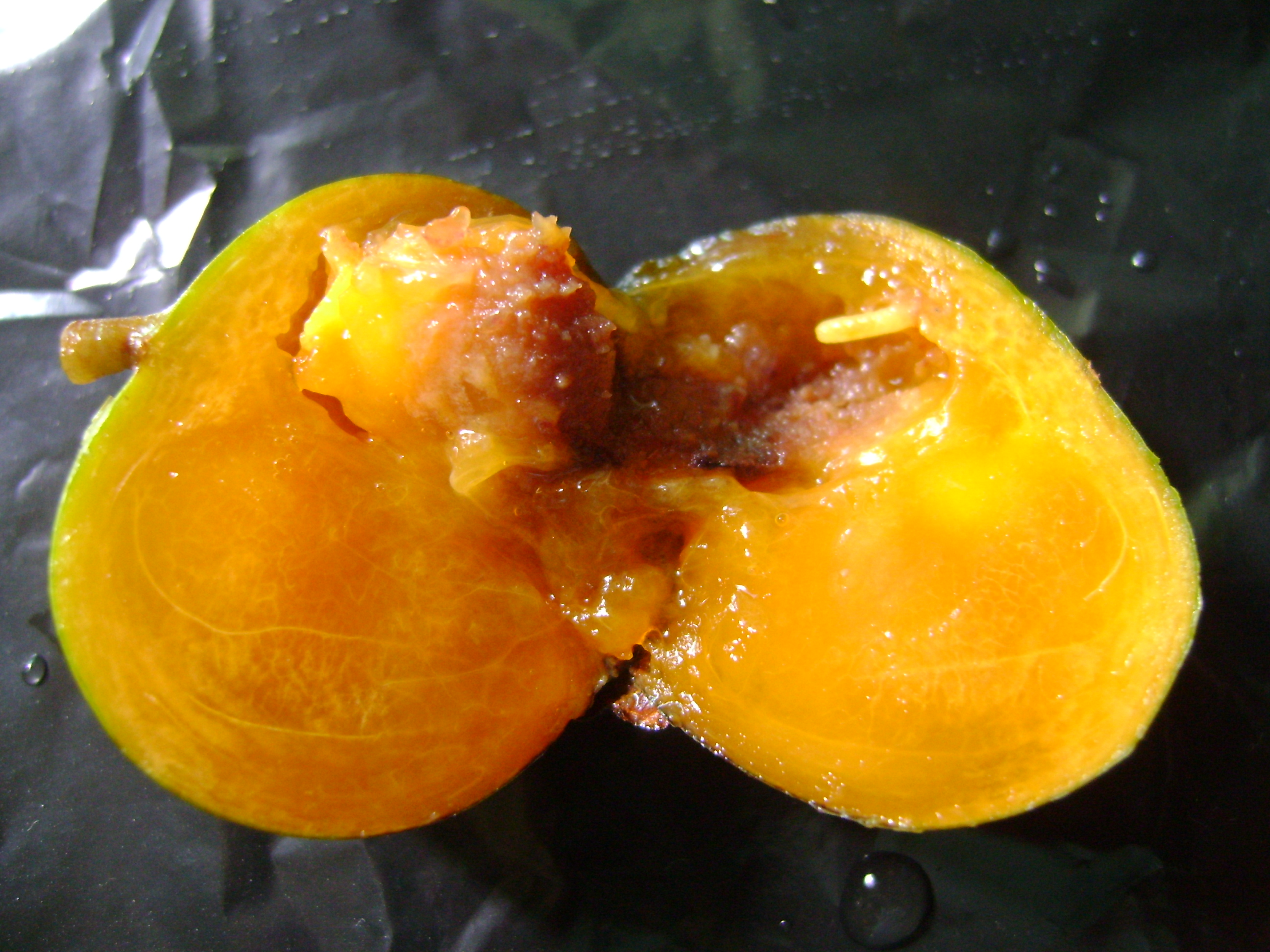
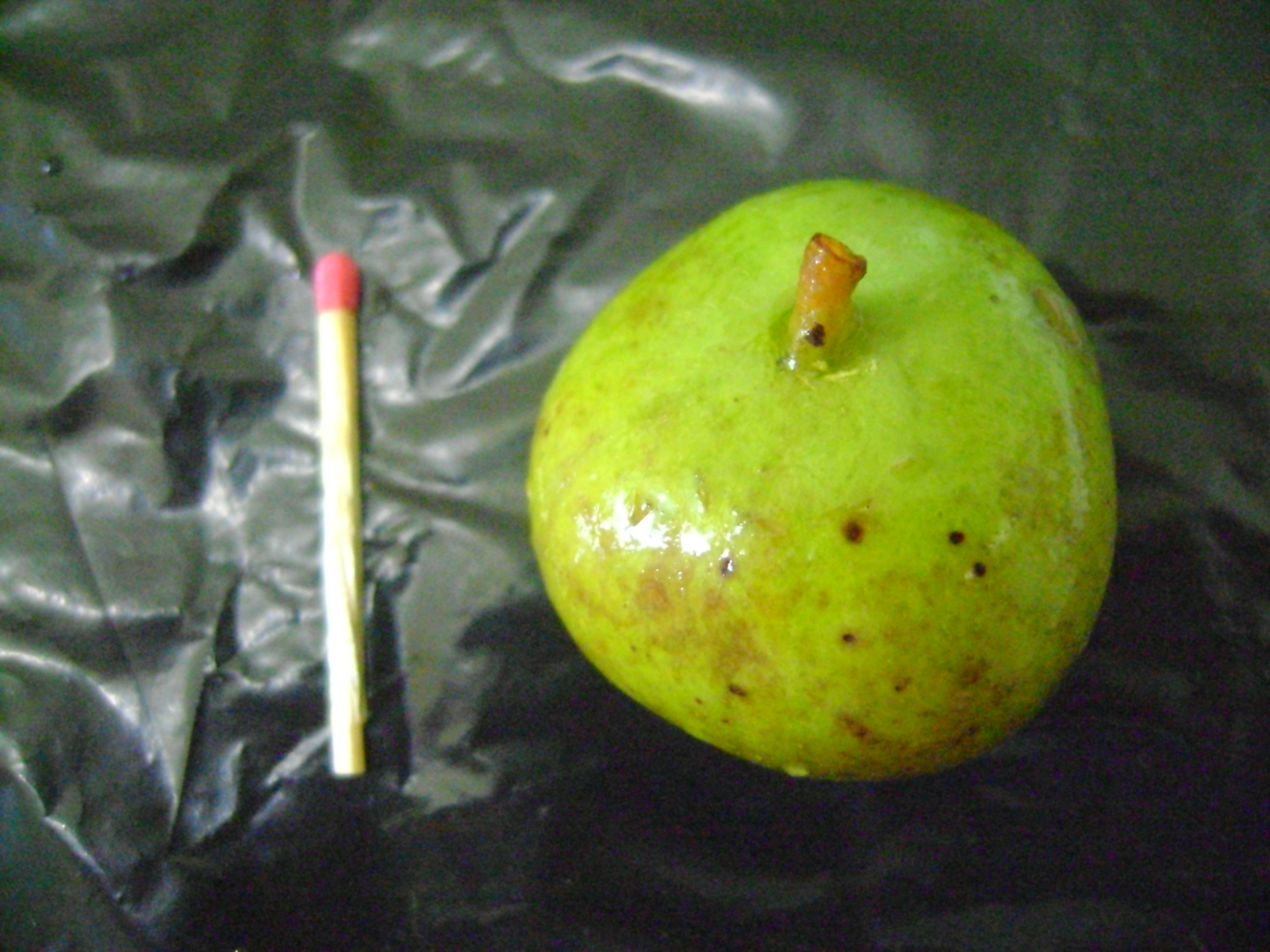
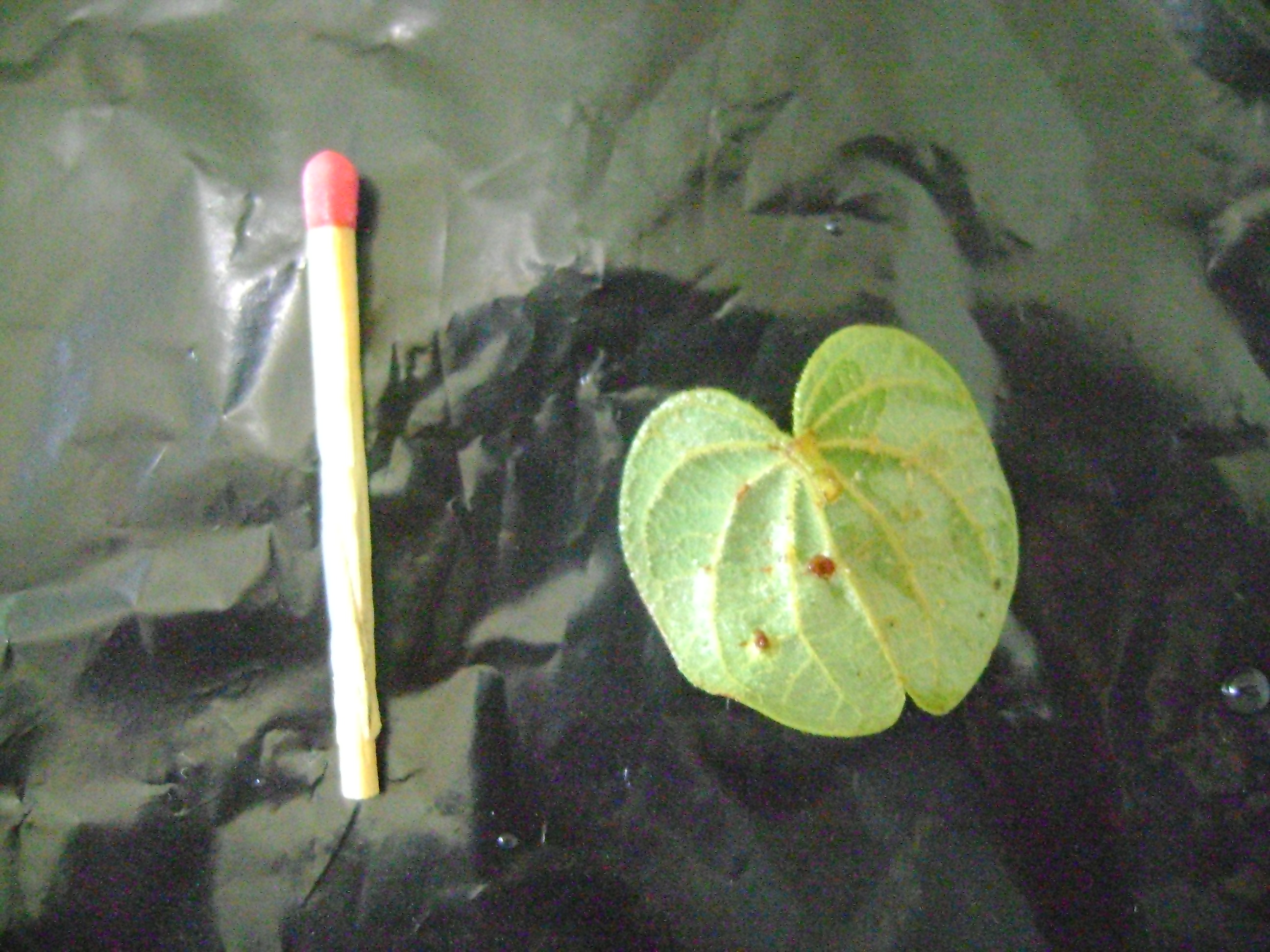
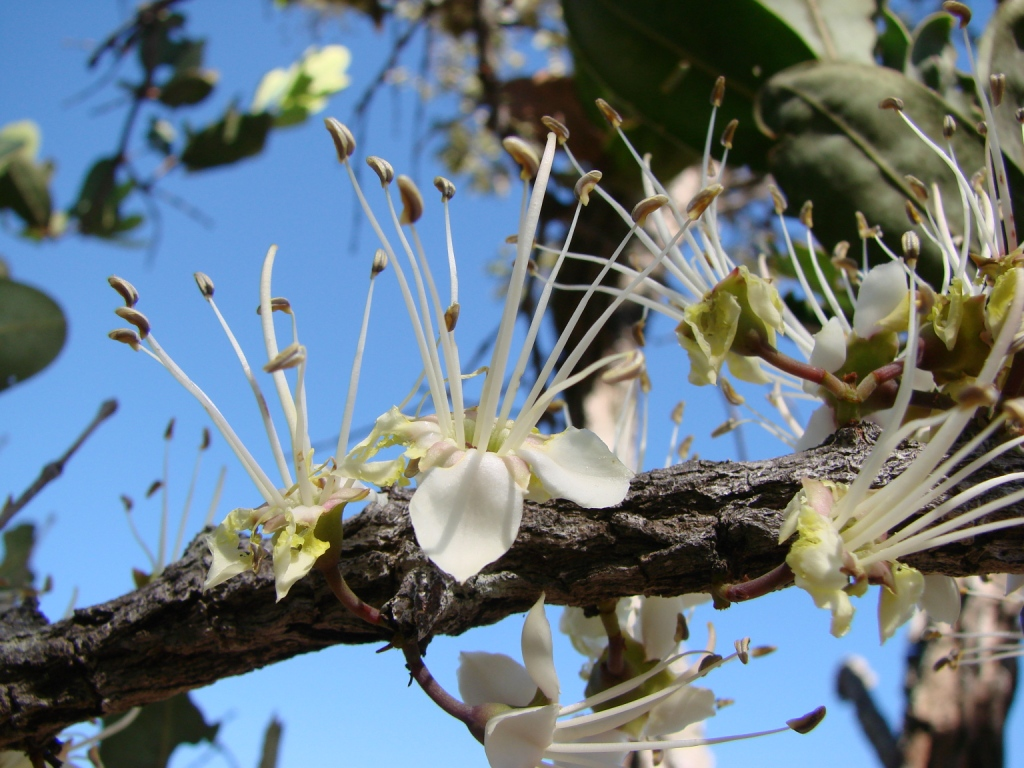